# Møllebæk (Hammel)
 For alternative betydninger, se Møllebæk. (Se også artikler, som begynder med Møllebæk)
Møllebæk er et vandløb i Hammel Kommune. Det udspringer i Hammel by, og udmunder i Søbygård Sø. På den nederste halvdel af løbet, danner det grænse mellem Hammel Sogn og Sall Sogn. Der har tidligere været en vandmølle ved bækken i Tulstrup (Sall Sogn). På samme sted er der også fundet rester af et kajanlæg. Det betyder formentlig, at det tidligere har været muligt at sejle på vandløbet herfra via Gjern Å til Gudenåen.
56°19′24″N 10°03′51″Ø / 56.32336°N 10.06428°Ø
|  | Denne artikel om lokaliteten Møllebæk (Hammel) kan blive bedre, hvis der indsættes et (bedre) billede. Du kan hjælpe ved at afsøge Wikimedia Commons for et passende billede eller lægge et op på Wikimedia Commons med en af de tilladte licenser og indsætte det i artiklen. |

|  | Infoboks uden skabelon Denne artikel har en infoboks dannet af en tabel eller tilsvarende. |